# Kwame Mbalia
Kwame Mbalia ist ein US-amerikanischer Schriftsteller.

## Leben und Werk
Kwame Mbalia studierte an der Howard University und arbeitete als pharmazeutischer Metrologe, bevor er seine Karriere als Schriftsteller begann.
Sein erstes Jugendbuch, Tristan Strong Punches a Hole in the Sky, erschien 2019 in dem von Rick Riordan kuratierten Verlags-Imprint Rick Riordan Presents. Der Fantasy-Roman verarbeitet afroamerikanische und afrikanische Mythen und Legenden um den Volkshelden John Henry, die Trickster-Gestalt Brer Rabbit und den westafrikanischen Gott Anansi. 2020 erschien die Fortsetzung Tristan Strong Destroys the World, 2021 der dritte Band, Tristan Strong Keeps Punching.
Gemeinsam mit Prince Joel Makonnen schrieb Mbalia den Roman Last Gate of the Emperor. Mbalia ist Herausgeber der 2021 erschienenen Anthologie Black Boy Joy.
Mbalia lebt mit seiner Familie in North Carolina.

## Werke
Romane
- Tristan Strong Punches a Hole in the Sky (2019), ISBN 978-1-368-03993-2
- Tristan Strong Destroys the World (2020), ISBN 978-1-368-04238-3
- Tristan Strong Keeps Punching (2021), ISBN 978-1-368-05487-4
- mit Prince Joel Makonnen: Last Gate of the Emperor (2021), ISBN 978-0-7023-0708-9
- Tristan Strong Punches a Hole in the Sky – The Graphic Novel (2022), ISBN 978-1-368-07500-8
- Star Wars: The Last Order (2025), ISBN 9781368065610 (zukünftige Veröffentlichung)

Kurzgeschichte
- "The Gum Baby Files". In: Rick Riordan (Hrsg.): The Cursed Carnival and Other Calamities. New Stories About Mythic Heroes (2021), ISBN 978-1-368-07083-6 (Kurzgeschichte)
- "Fortuna Favors the Bold". In Star Wars: From a Certain Point of View: Return of the (2023), ISBN 9780593597910 (Kurzgeschichte)

Als Herausgeber
- Black Boy Joy. 17 Stories Celebrating Black Boyhood (2021), ISBN 978-0-593-37993-6

## Auszeichnungen
Für Tristan Strong Punches a Hole in the Sky erhielt Kwame Mbalia 2020 den Ehrenpreis der Coretta Scott King Book Awards und den Children’s Africana Book Award der African Studies Association in der Kategorie „Best Book for Older Readers“.

## Weblink
- Offizielle Internetpräsenz